# Branný zákon (Česko, 2004)
Branný zákon je v České republice zkrácený název zákona č. 585/2004 Sb. o branné povinnosti a jejím zajišťování (branný zákon).
Obecně jde o zákon regulující brannou povinnost občanů, což je souhrn jejich vojenských povinností vůči státu, které jsou povinni plnit zejména v případě vyhlášení válečného stavu nebo mobilizace. Zákon stanovuje rozsah branné povinnosti občana většinou podle pohlaví a věku a dále podle organizace armády stanovuje věk, kdy je občan případně povinen vykonat vojenskou službu nebo projít vojenským výcvikem. Tento zákon nahradil předchozí zákon o rozsahu branné povinnosti a o vojenských správních úřadech (č. 218/1999 Sb.).

## Systematika zákona č. 585/2004 Sb.
- Část první: Branná povinnost – Branná povinnost vzniká každému občanu bez rozlišení pohlaví v 18 letech a zaniká při dosažení 60 let věku, zahrnuje povinnost podrobit se odvodnímu řízení a vykonávat vojenskou činnou službu, avšak tou se mimo stav ohrožení státu nebo mimo válečný stav rozumí pouze služba tzv. vojáka z povolání. Lze také dobrovolně převzít výkon branné povinnosti, a to buď povoláním do služebního poměru vojáka z povolání, nebo zařazením do tzv. aktivní zálohy.
- Část druhá: Vojenské správní úřady – Je zřízeno celkem 14 krajských vojenských velitelství jakožto vojenských správních úřadů.
- Část třetí: Vojenská činná služba mimo stav ohrožení státu nebo mimo válečný stav – Pro tento stav platí jen povinnost pro vojáky v záloze vykonat v případě povolání vojenské cvičení.
- Část čtvrtá: Vojenská činná služba za stavu ohrožení státu a za válečného stavu – Vojáci z povolání a vojáci v záloze mají za těchto stavů povinnost mimořádné služby.
- Část pátá: Odvodní řízení za stavu ohrožení státu nebo za válečného stavu – Za těchto stavů vláda nařízením rozhodne o rozsahu odvodní povinnosti vůči všem občanům. Ti, na které se bude vztahovat, pak mají povinnost se ho zúčastnit.
- Část šestá: Některá opatření související s vyhlášením stavu ohrožení státu nebo válečného stavu – Po vyhlášení těchto stavů nemůže být propuštěn voják z povolání, vojáci v záloze se mobilizací povolávají do mimořádné služby a všichni s brannou povinností musí mít souhlas k vycestování do zahraničí.
- Část sedmá: Záloha ozbrojených sil – Jde o vojáky v záloze určené pro doplňování aktivních ozbrojených sil.
- Část osmá: Posuzování zdravotní způsobilosti vojáků při přezkumném řízení – Reguluje přezkumné řízení schopnosti vojáka vykonávat vojenskou činnou službu, a to u přezkumných komisí a vyšších přezkumných komisí.
- Část devátá: Vojenská evidence, ohlašovací povinnost a vojenské doklady – Stanoví možnost zpracovávat osobní údaje vojáků, povinnost vojáků v záloze hlásit závažné úrazy a vážná onemocnění a reguluje vojenské doklady, které jsou veřejnými listinami a kterými jsou vojenská knížka a povolávací rozkaz.
- Část desátá: Vstup občana nebo vojáka v záloze do ozbrojených sil jiného státu – Občan může vstoupit do ozbrojených sil jiných států pouze se souhlasem prezidenta republiky, který je vrchním velitelem ozbrojených sil. Výjimka platí pro ty, kteří mají více občanství.
- Část jedenáctá: Přestupky proti branné povinnosti – Reguluje jednotlivé přestupky při odvodním řízení a při neplnění jiných povinností podle tohoto zákona, za které lze uložit pokutu až do 30 000 Kč.
- Část dvanáctá: Společná, přechodná a závěrečná ustanovení – Regulují náklady spojené s brannou povinností, spolupráci vojenských správních úřadů s orgány obcí a krajů a stanoví, že na řízení podle tohoto zákona se vztahuje správní řád.